# Pfarrkirche Mieders

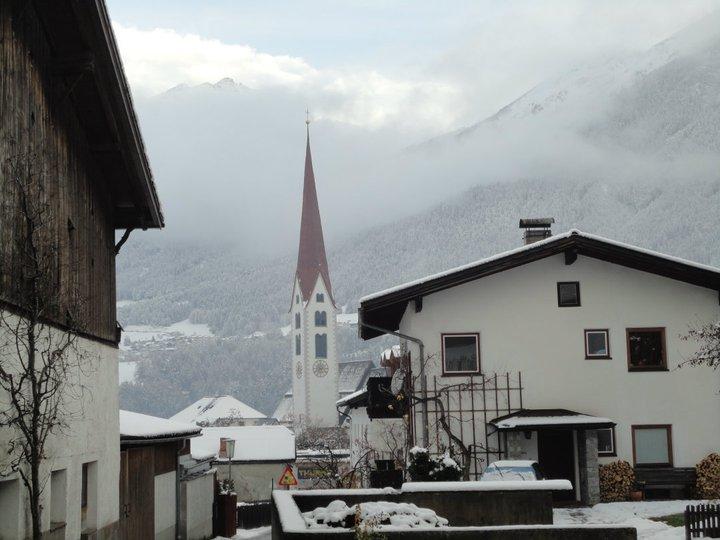
Katholische Pfarrkirche Mariä Geburt in Mieders

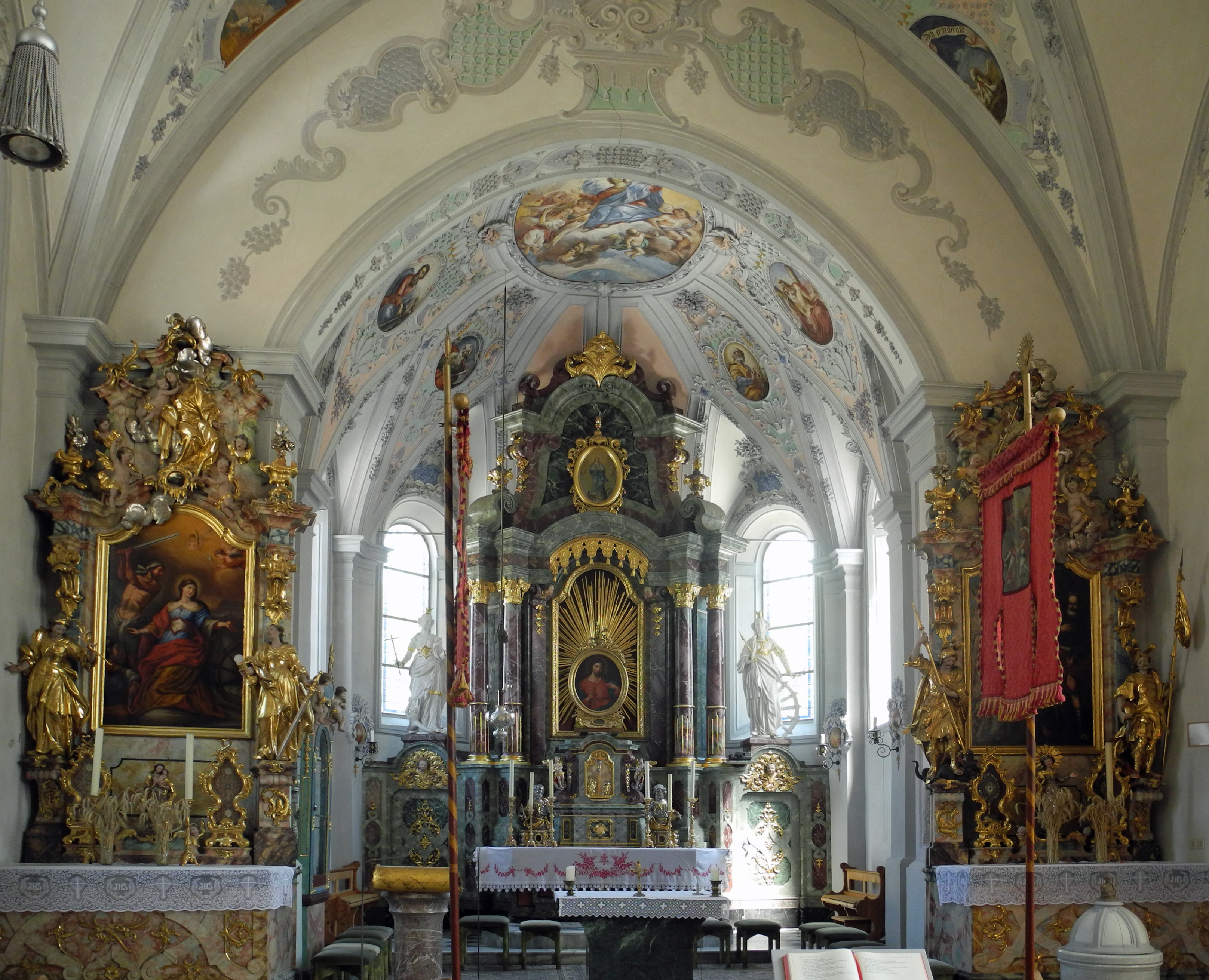
Im Langhaus zum Chor

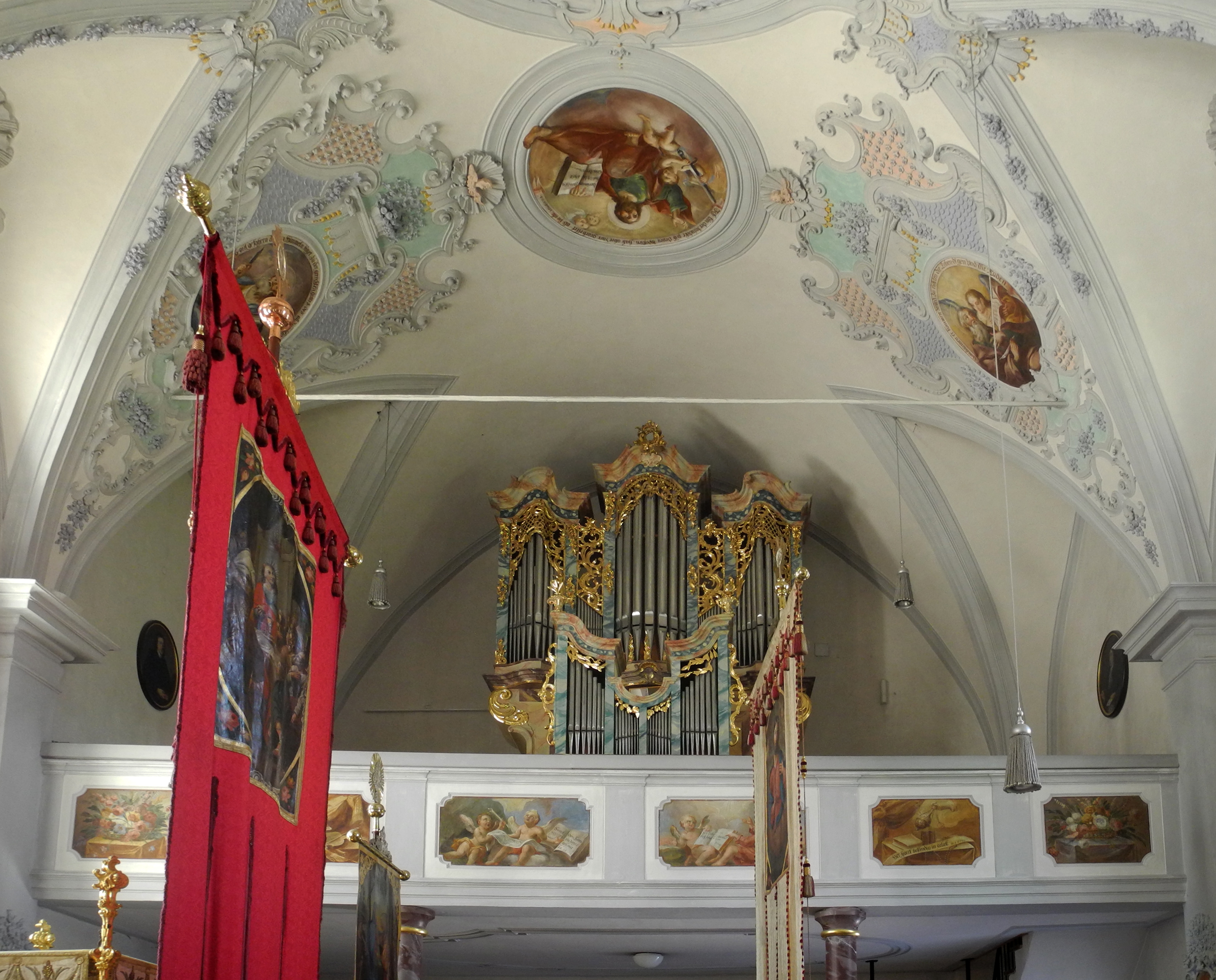
Im Langhaus zur Orgelempore

Die Pfarrkirche Mieders steht am Westrand des Dorfes in der Gemeinde Mieders im Bezirk Innsbruck-Land in Bundesland Tirol. Die dem Fest Mariä Geburt geweihte römisch-katholische Pfarrkirche gehört zum Dekanat Matrei am Brenner in der Diözese Innsbruck. Die Kirche steht unter Denkmalschutz (Listeneintrag).

## Geschichte
1348 wird eine Kirche urkundlich genannt. Im 15. Jahrhundert erfolgte der Neubau einer größeren Kirche, welche vor 1515 nach den Plänen von Hans Puecher verlängert wurde. 1659 wurde der obere Bereich des Kirchturmes mit dem Zimmermeister Jakob Sauerwein und dem Maurermeister Paul Voglsperger neu errichtet. 1710/1712 erfolgte eine Renovierung, 1737/1739 eine Barockisierung mit dem Pfarrer und Architekt Franz de Paula Penz. 1783 wurde ein Marmorpflaster aus dem aufgelassenen Kloster Maria Waldrast in Mühlbachl hier eingebaut. 1883 wurde die Kirche innen, 1884 und 1934/1935 außen restauriert, wie auch 1950/1951.
Mieders war 1724 ein Benefizium, 1767 eine Kuratie und wurde 1891 eine Pfarre.

## Architektur
Der spätgotische Kirchenbau wurde vor allem im Inneren barockisiert. Er ist von einem Friedhof umgeben.
An das fünfjochige Langhaus schließt ein dreiseitig geschlossener Chor und ein schlanker Südturm mit Spitzhelm aus dem 17. Jahrhundert. Der Innenraum ist mit Stichkappen, Pilastern und Frührokoko-Stuckaturen aus der Zeit um 1738 gestaltet. Die Deckenfresken mit Szenen aus dem Marienleben stammen aus dem Jahr 1739 von Jakob Jenewein.

## Ausstattung
Der barocken Hochaltar von 1740 von Stefan Föger wurde für die Aufnahme des Gnadesbildes Maria Waldrast durch Johann Weber 1786 umgebaut. 1883 wurde der Hochaltar verändert und 1950/1951 restauriert. Der Hochaltar hat ein hohes Sockelgeschoß mit seitlichen Opfergangsportalen. Der Doppelsäulenaufbau zeigt das Hochaltarblatt mit der Muttergottes, eine Kopie 1883 gemalt von Anton Kapferer nach einem Original von Franz Ittenbach. Im Auszug trägt der Altar ein barockes Ovalmedaillon Maria Immaculata. Seit der Restaurierung 1950/1951 trägt der Hochaltar qualitätsvolle Seitenstatuen Margaretha und Katharina, welche aus der Pfarrkirche Sellrain hierher übertragen wurden.
Am Triumphbogen hängt ein kraftvoll strenges, überlebensgroßes Kruzifix um 1500 aus der Kreuzkirche.
Die Kreuzwegstationen malte Jakob Jenewein 1733/1734.
Das Orgelgehäuse entstand um 1760/1770 als fünffeldiger Hauptprospekt und Rückpositiv mit Rocailledekor, die Orgel aus 1982 wurden von Franz Reinisch II. gefertigt. Es gibt Glocken aus 1834.
Zwei Kaseln, eine mit dem Wappen der Erzherzogin Elisabeth 1788 und eine gestiftet vom Fürstbischof Karl Franz von Lodron befinden sich in der Sakristei.